# کفتار
کَفتار (به انگلیسی: Hyena) به هر یک از جانوران عضو خانواده کفتاران گفته می‌شود. کفتارها زیرراسته ای از گربه‌سانان می‌باشند. در حال حاضر تنها چهار گونه کفتار وجود دارد و این خانواده زیستی، پنجمین خانواده کم‌جمعیت در میان تمامی پستانداران است. این جانوران، از گوشت‌خواران خشکی‌زی و بومی آفریقا و آسیا هستند. کفتارها در فروراسته گربه‌سانان از راسته گوشت‌خوارسانان قرار می‌گیرند.
کفتارهای خال‌دار به شکل گروهی زندگی می‌کنند و در ۹۵ درصد موارد از جانوران شکار شده توسط خودشان تغذیه می‌کنند. کفتارهای راه‌راه معمولاً از باقی‌مانده لاشه جانوران مرده یا جانورانی که توسط جانوران دیگر شکار شده‌اند تغذیه می‌کنند. کفتارها به‌طور عادی در طول شب و گاهی ابتدای صبح فعالیت دارند و در طول روز در لانه‌هایشان استراحت می‌کنند. در بررسی‌های دیرینه‌شناسی و با مشاهده اسکلت‌ها و فسیل‌ها، گونه‌های زیادی از کفتاران در سراسر دنیا شناسایی شده‌اند که اکثر گونه‌ها منقرض شده‌اند. به‌طور کلی کفتارها به دو گروه بزرگ کفتارهای استخوان‌شکن و کفتارهای سگ‌مانند، طبقه‌بندی شده‌اند. تنها گونهٔ باقی‌مانده از کفتارهای سگ‌مانند، گرگ خاکی است که حشره‌خوار بوده و کفتار راه‌راه، کفتار خالدار و کفتار قهوه‌ای از گروه کفتارهای استخوان‌شکن و همگی گوشت‌خوار هستند.

## ریشه‌شناسی واژه
واژه کفتار مربوط به فارسی میانه هپتار(hptʾl /⁠haftār⁠/، «کفتار»)، گویش فارسی بندرعباسی افتارگ (aftârg)، سغدی (ʾβtʾr /⁠aftār⁠/)، افتاری گرجی قدیم (aptari)). مقایسه‌های اضافی را در Bläsing ببینید.[۹]

## زیستگاه
به استثنای گونه کفتار راه‌راه که زیستگاه آن قاره‌های آسیا و آفریقا است، سه گونه دیگر یعنی کفتار خال‌دار، کفتار قهوه‌ای و گرگ خاکی فقط در آفریقای جنوب صحرا زندگی می‌کنند.
کفتارها معمولاً در مناطق خشک زندگی می‌کنند. آنها به ندرت به جنگل وارد می‌شوند و از جنگل‌های انبوه دوری می‌کنند. زیستگاه آنها غالباً دشت‌ها، درختزارهای ساوانا و استپ‌های آفریقا و جنوب و مرکز و غرب آسیا است.

## تغذیه
به استثنای گرگ خاکی، همه گونه‌های کفتار مردارخوار و شکارگر هستند. این جانوران در مقایسه با جثه کوچکشان از آرواره‌هایی بسیار قوی برخوردار بوده و سیستم گوارش آن‌ها بسیار قوی است. سیستم گوارش این جانوران دارای مایعات اسیدی مختلفی است که به آن‌ها این امکان را می‌دهد که تمام شکار خود (از جمله پوست، دندان، شاخ، استخوان‌ها و حتی سُم‌ها) را بخورند و گوارش کنند.

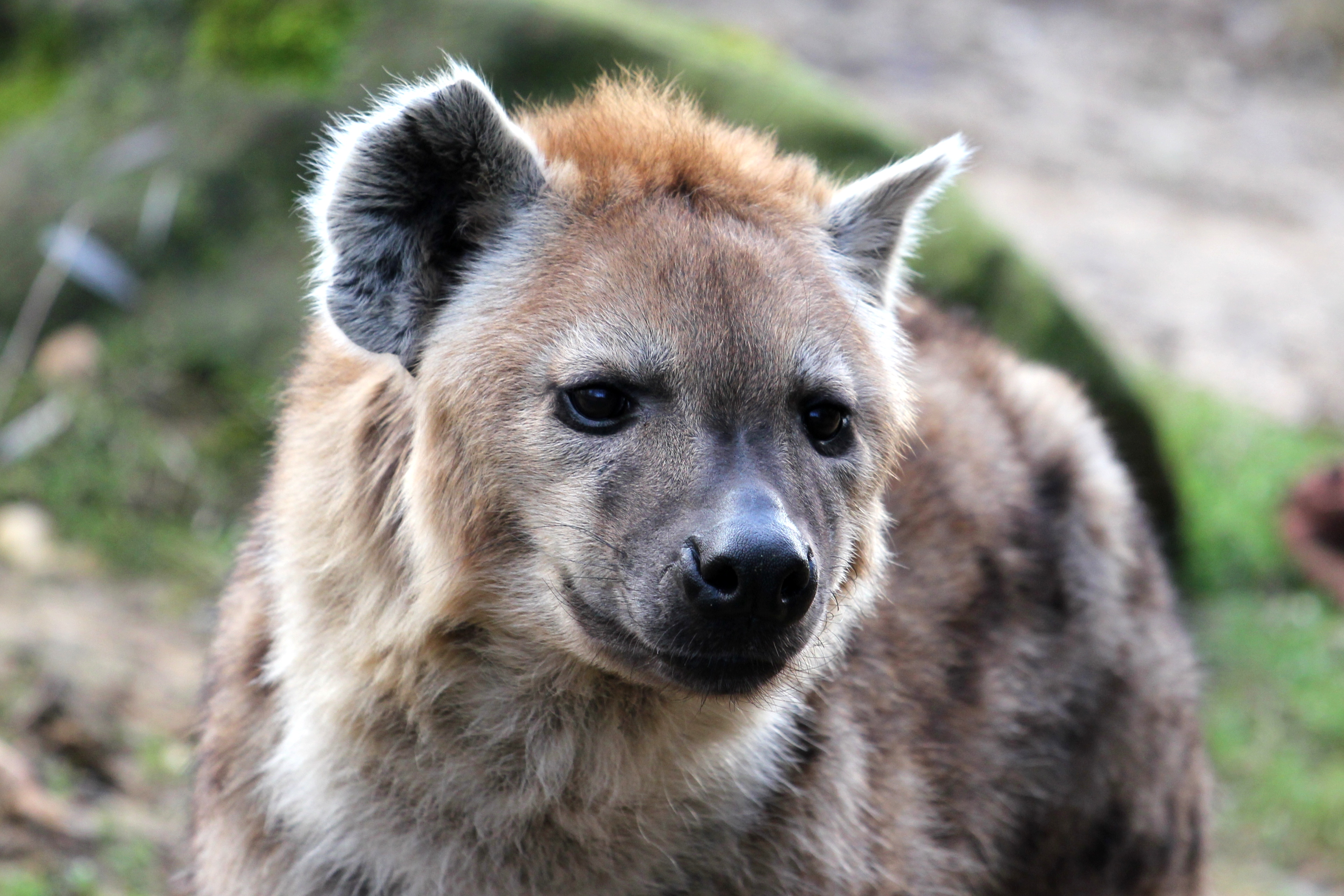
کفتار خالدار، (Crocuta crocuta)، در بیشتر نقاط نیمه جنوبی آفریقا وجود دارد.

## رفتارشناسی

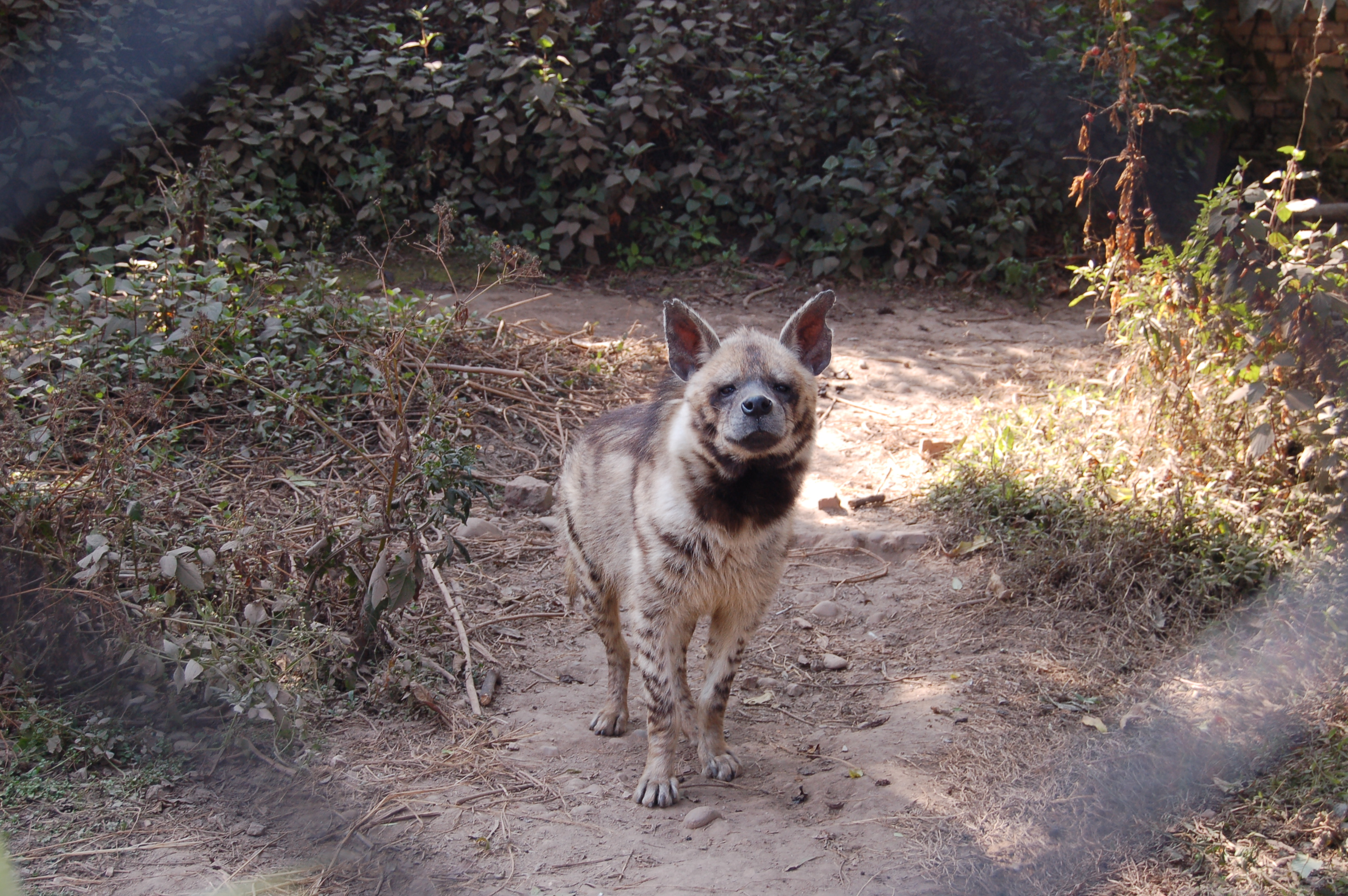
کفتار راه‌راه نر در باغ وحش مرکزی کاتماندو، نپال

کفتارها در برخی از رفتارها مشابه گربه‌سانان و در برخی رفتارها مشابه سگ‌سانان عمل می‌کنند. همچنین در ساختار بدنی و اسکلت و دندانها، شباهت‌ها و تفاوت‌هایی با این دو گروه و با یکدیگر دارند. کفتارها جهت تعیین قلمرو از ترشحات غدد مخرجی استفاده می‌کنند. کفتارهای راه‌راه و قهوه‌ای هنگامی که توسط دیگر جانوران مانند شیرها یا سگ‌ها تهدید شوند، معمولاً خود را به مردن می‌زنند اما کفتارهای خال‌دار، با جانور متجاوز مبارزه می‌کنند. همچنین کفتارهای خال‌دار بسیار پُر سر و صدا هستند و انواع مختلفی از صداها را تولید می‌کنند اما کفتارهای راه‌راه معمولاً ساکت هستند و صداهای محدودی ایجاد می‌کنند.

### خندهٔ کفتار
به سر و صدای کفتارها هنگام کار گروهی خندهٔ کفتار گفته می‌شود. امروزه بر دانشمندان جانورشناس آشکار شده است که خنده کفتارها، گونه‌ای ارتباط صدایی برای دادن پیام میان آن‌ها است و با خنده در انسان فرق دارد.

## پیشینهٔ ادبی و باورهای خرافی
خندهٔ کفتار و همچنین شغال برای سال‌ها معمایی رمزآلود بوده و در آثار ادبی سمبل «جادو و شیطان» بوده‌اند. به ویژه کفتارهای گرسنه با بویایی قوی که دارند مردگان تازه به خاک سپرده شده را از گور درمی‌آوردند و مردم ناچار چند شب بر گور تازه مردگان از بیم کفتار آتش روشن می‌کردند.

## پژوهش‌های نوین
با رفتارشناسی و بررسی فرکانس صداها برای رمزگشایی از خندهٔ کفتارها، آشکار شده است که این صداهای خنده‌مانند، بیانگر سن و سال و مقام کفتارها در گروه است.
کفتارها تا ۱۰ صدای گوناگون که از خود درمی‌آورند. فریاد از ته دل کفتارها می‌تواند از جدایی میان دو کفتار حکایت کند. ناله یا غرولند کردن کفتارها بیانگر آن است که یک کفتار هم دسته نزدیک می‌شود. کفتارها در گروه‌های هماهنگ، به شکار می‌روند در این میان، کفتارهای ماده فارغ از سن و سالشان همیشه در جایگاه بالاتری نسبت به نرها قرار دارند. همچنین بیشتر «جیغ و دادها» و خنده‌ها هنگام خوردن غذا شنیده می‌شود که به یکدیگر یادآوری می‌کنند که کی هستند و جایگاه‌شان کجاست. نرهای تازه به گروه پیوسته با این صدا درمی یابند که جایگاه‌شان در مراتب قدرت پایین‌تر از دیگران و به ویژه ماده‌ها می‌باشد. کفتارها هنگام شکار یا درگیری بر سر غذا با سردادن خنده، متحدان جدیدی را به یاری می‌طلبند و به ویژه هنگامی که با شیرها بر سر شکار یا لاشه‌ای درگیر می‌شوند، گروه‌های دیگر را به همکاری فرا می‌خوانند.